# Schistophleps fulvia
Schistophleps fulvia là một loài bướm đêm thuộc phân họ Arctiinae, họ Erebidae.